# Calliphora quadrimaculata
Calliphora quadrimaculata är en tvåvingeart som först beskrevs av Nils Samuel Swederus 1787.  Calliphora quadrimaculata ingår i släktet Calliphora och familjen spyflugor. Inga underarter finns listade i Catalogue of Life.